# 27 Ochotnicza Dywizja Grenadierów SS (1 flamandzka) „Langemarck”
27 Ochotnicza Dywizja Grenadierów SS (1 flamandzka) „Langemarck” – flamandzka dywizja grenadierów pancernych Waffen-SS. 

## Historia
Dywizja powstała w październiku 1944 roku z rozwinięcia istniejącej od 12 miesięcy 6 Ochotniczej Brygady Szturmowej SS Langemarck, utworzonej z mniejszych flamandzkich jednostek Waffen-SS. 
Brygada Langemarck walczyła na Ukrainie i w Estonii, zbierając świetne opinie niemieckiego dowództwa. Odcięta w Kurlandii została w październiku 1944 roku wycofana do Niemiec i tam rozbudowano ją w dywizję poprzez wcielenie w jej skład flamandzkich jednostek Organizacji Todt, NSKK i NSFK. W lutym 1945 dywizja trafiła w okolice Szczecina, gdzie walczyła z Armią Czerwoną. Została rozbita podczas obrony linii Odry. Jej resztki wycofały się do Berlina, gdzie zostały zniszczone.

## Dowódcy
- SS-Obersturmbannführer Conrad Schellong (19 października 1944 – październik 1944)
- SS-Standartenführer Thomas Müller (październik 1944 – 2 maja 1945)